# Карло Боромео
Вижте пояснителната страница за други личности с името Боромео.
Свети Карло Боромео (на италиански: Carlo Borromeo) е италиански духовник, един от най-активните поддръжници на Контрареформацията. През 1560 г. е назначен за кардинал и архиепископ на Милано от чичо си, папа Пий IV. Той провежда административни реформи в епархията си и се опитва да върне към католицизма швейцарските протестанти. Печели голямо уважение със своите действия по време на епидемията през 1576 - 1578 г.
В негова чест е осветена църквата Сан Карло але Куатро Фонтане.